# 大久保初夏
大久保 初夏 （おおくぼ しょか、1991年4月21日 - ）は、日本のヴォーカリスト&ギタリスト。東京都世田谷区出身。
幼少期に観た映画『ブルース・ブラザース』のビデオでブルーズにハマり、小学生時代からちびっこドラマーとして各地でライブ活動をしていた平成生まれのブルーズウーマン。

## バイオグラフィー

### 来歴
1991年4月21日生まれ O型。

母方祖父母の自宅があった東京世田谷で生まれ、学生時代は千葉県長生郡長生村で育つ。
ヴォーカリスト＆ギタリスト時々ドラマー。
3歳の頃、父親の影響でポケットバイクに乗り始め、リズム感が大事という先輩からのアドバイスから、小学校1年生でドラムを始める。

小学生2年生の時に観た映画『BLUES BROTHERS』のビデオでブルーズにハマり、ブルーズドラマーとして全国各地でライブ活動を開始。

その後、天才キッズドラマーとして笑っていいともやはなまるマーケットなどメディアに出演。
近藤房之助やTAD三浦など日本のブルーズマンのとこへ自ら出向きブルースを教えてもらう。
ギタリストの気持ちがわかるドラマーになりたいと思い、中学校2年生でギターを始める。

その後、女子中高生ブルースバンド『RESPECT』を組み、ギタリスト兼バンドリーダーを担当。ギタリストへ本格的に転向。
ブラックミュージックの老舗レーベル、P-Vineより本場メンフィスでのライブ＆レコーディングなどCD3枚を発表。

現在は『SHOKA OKUBO BLUES PROJECT』というバンドの活動をメインに、そのほかソロ、セッションなど、大勢のミュージシャンと共演する。

### 主な共演者
- バンバンバザール
- 仲井戸麗市
- 近藤房之助
- 打田十紀夫
- 吾妻光良（The Swinging Boppers ）
- フラッシュ金子（米米CLUB）
- 市川洋二（THE STREET SLIDERS）
- KOHKI（BRAHMAN）
- 和田アキラ（ギタリスト）
- ichiro（ギタリスト）
- 安達久美（フュージョンギタリスト）
- 高橋マコト（ギタリスト）
- Mac清水（ドラマー）

### TOKYO SESSION共演者
- 鮎川誠（Gt）
- 池畑潤二(Dr)
- 大久保初夏（Eg）
- シシド・カフカ（Dr）
- TOKIE（Eb）
- NAOKI from LOVE PSYCHEDELICO（Eg）
- 中島美嘉（Vo）
- 堀江博久（Key）

## 主な活動

### SHOKA OKUBO BLUES PROJECTとソロ名義の活動
- フジロックフェスティバルに2度出演。（2014年 / 2015年）
- 『東京ガールズオーディション』にて審査員特別賞を受賞。（2015年）
- ハーレーダビッドソン主催の大規模イベント『Blue Sky Heaven』に2度出演。（2015年 / 2016年）
- King Recordsより安達久美とWネームで『Luck of blue』をリリース。（2016年）
- 故内田裕也氏主催の『New Years World Rock Festival』に2度出演。（2017年 / 2018年）
- フジテレビNEXT『TOKYO SESSION -Rockin' Gambler-』に出演。（2021.3.31放送）（地上波フジテレビ 2021.5.19放送）
- KORG『VOX』のプロモーション活動中。

### RESPECTでの活動
- コカ・コーラ『Coke Next Break Artis』に選ばれ国際フォーラムAで演奏。
- サマーソニック Music on TVの特設ステージで演奏。
- Music on TV出演。
- Amebaラジオ出演。
- P-VINEよりミニアルバム・シングル4枚リリース。
- ジョー・ボナマッサ来日公演オープニングアクト。